# Euophrys wenxianensis
Euophrys wenxianensis är en spindelart som beskrevs av Yang Y., Tang Y. 1997. Euophrys wenxianensis ingår i släktet Euophrys och familjen hoppspindlar. Inga underarter finns listade i Catalogue of Life.